# Manto (Olancho)
Pour les articles homonymes, voir Manto.
Manto est une municipalité du Honduras, située dans le département d'Olancho. La municipalité comprend 7 villages et 66 hameaux. Elle est fondée en 1500.

## Géographie
Manto est une localité du Honduras, située dans le département d'Olancho.

### Biodiversité
Selon INaturalist, dans la ville ou dans ses environs, différentes espèces seraient présentes comme le Merle fauve, l'Ani à bec cannelé, l'espèce Rhinoclemmys pulcherrima, le papillon du céleri, le jaguar ou encore le biblis hyperia.

## Démographie
Selon les résultats préliminaires du recensement national de 2001, la ville compte 2 519 ménages, 10 210 habitants dont 5 112 hommes et 5 098 femmes en 2001,.
Selon l'Institut national de statistiques du Honduras, la ville compte 11,518 habitants dont 5,771 hommes et 5,747 femmes en 2013 et 11,834 personas habitants dont 6,040 hommes et 5,794 femmes en 2019.